# Arroyo del Arenal Chico
Der Arroyo del Arenal Chico ist ein Fluss in Uruguay.
Er entspringt einige Kilometer westlich von Trinidad und unmittelbar südlich der Quelle des Arroyo Marincho. Von dort fließt er auf dem Gebiet des Departamentos Flores in überwiegend westliche Richtung. Er mündet an der Grenze zum Nachbardepartamento Soriano als rechtsseitiger Nebenfluss in den Arroyo Grande.